# Ulotne
Ulotne (ang. Elusive, jap. 幻想 [rōmaji gensō]) – wspólny album polskiej wokalistki Anny Marii Jopek i amerykańskiego saksofonisty Branforda Marsalisa. Siedemnasta płyta studyjna piosenkarki, a drugi krążek, na którym współpracuje ona z Marsalisem (po raz pierwszy muzyk pojawił się na ID). Premiera albumu odbyła się 5 października 2018. Na singel promocyjny wybrano utwór „Patrz i słuchaj”.
Album uzyskał certyfikat platynowej płyty w Polsce.

## Lista utworów
Opracowano na podstawie materiału źródłowego.

### CD
| Ulotne – 2018 | Ulotne – 2018          | Ulotne – 2018 | Ulotne – 2018                   | Ulotne – 2018 |
| Nr            | Tytuł utworu           | Słowa | Muzyka                          | Długość       |
| ------------- | ---------------------- | --- | ------------------------------- | ------------- |
| 1.            | „W polu lipeńka”       | tradycyjne | tradycyjna                      | 7:48          |
| 2.            | „W kadzidlańskim boru” | tradycyjne, improwizacja Anny Marii Jopek na podstawie fragmentu wiersza Bolesława Leśmiana „Odchodzę”                           | tradycyjna, Tadeusz Sygietyński | 7:33          |
| 3.            | „Niepojęte i ulotne”   | Marcin Kydryński | Marcin Kydryński                | 6:08          |
| 4.            | „Patrz i słuchaj”      | Marcin Kydryński, finał utworu inspirowany Listem do Efezjan (4:26), fragment z Księgi Mądrości (2:6)                            | Anna Maria Jopek                | 5:26          |
| 5.            | „Niezauważone”         | Marcin Kydryński, zapożyczenie z wiersza Tomasa Tranströmera „Från mars - 79” w przekładzie Czesława Miłosza jako „7 marca 1979” | Anna Maria Jopek                | 7:08          |
| 6.            | „Czekanie”             | Anna Maria Jopek, cytat z pieśni tradycyjnej „Wyszła na pole” ze zbiorów Oskara Kolberga                                         | Anna Maria Jopek                | 2:55          |
| 7.            | „Na drogę”             | Anna Maria Jopek | Anna Maria Jopek                | 1:34          |
| 8.            | „Opowieść”             | - | Krzysztof Herdzin               | 2:30          |
| 9.            | „Czułe miejsce”        | Marcin Kydryński | Anna Maria Jopek                | 4:23          |
| 10.           | „Nielojalność”         | Adam Kreczmar | Andrzej Zieliński               | 6:22          |
|               |                        | |                                 | 51:47         |

### Bonus CD
Dwupłytowe wydawnictwo z płytą bonusową zostało udostępnione w sieci EMPiK i wybranych serwisach streamingowych.
| Ulotne – 2018 | Ulotne – 2018                                    | Ulotne – 2018    | Ulotne – 2018                                                      | Ulotne – 2018 |
| Nr            | Tytuł utworu                                     | Słowa            | Muzyka                                                             | Długość       |
| ------------- | ------------------------------------------------ | ---------------- | ------------------------------------------------------------------ | ------------- |
| 1.            | „Pożegnanie z Marią” (Tomasz Stańko In Memoriam) | -                | Tomasz Stańko                                                      | 6:40          |
| 2.            | „A Night in the Garden of Eden”                  | -                | Harry Kandel                                                       | 4:00          |
| 3.            | „To i hola”                                      | tradycyjne       | tradycyjna, adapt. Mira Zimińska-Sygietyńska i Tadeusz Sygietyński | 7:15          |
| 4.            | „Czekanie” (Alternate Version)                   | Anna Maria Jopek | Anna Maria Jopek                                                   | 2:53          |
|               |                                                  |                  |                                                                    | 20:48         |

## Wykonawcy
- Anna Maria Jopek – śpiew
- Branford Marsalis – saksofon sopranowy
- Mino Cinélu – instrumenty perkusyjne
- Krzysztof Herdzin – fortepian, klarnet altowy, flet prosty autoharp, dzwonki
- Marcin Wasilewski – fortepian („W polu lipeńka”, „W kadzidlańskim boru”, „Nielojalność”, „Pożegnanie z Marią”)
- Piotr Nazaruk – cytra, flet prosty, klarnet basowy, głos („To i hola”), gitara akustyczna, violyre
- Robert Kubiszyn – kontrabas, akustyczna gitara basowa
- Maria Pomianowska – suka biłgorajska („W polu lipeńka”)
- Atom String Quartet:
  - Dawid Lubowicz – skrzypce
  - Mateusz Smoczyński – skrzypce
  - Michał Zaborski – altówka
  - Krzysztof Lenczowski – wiolonczela